# 博茨瓦纳会计学院
博茨瓦纳会计学院（Botswana Accountancy College，简称BAC）是一座位于博茨瓦纳哈博罗内的商业学校。该学院由财政部、发展规划部和Debswana共同创办，为博茨瓦纳提供会计和资讯科技人才。BAC有两个主要的校区，第一校区位于哈博罗内，第二校区位于弗朗西斯敦。该学院与德比大学和桑德兰大学有合作关系。